# Mwinoghe
Mwinoghe és una dansa festiva practicada al nord de Malawi pels grups ètnics sukwa, ndali i bandya. L'acompanyen tres tambors i una flauta i no inclou cants. L'any 2018, la UNESCO la va incloure en la llista representativa del patrimoni cultural immaterial de la humanitat sota el títol "El mwinoghe, dansa alegre".

## Origen i pràctica
El mwinoghe és recent, segons la descripció oficial de la UNESCO. S'inspira en l'indigala, una dansa cerimonial de Karonga. En chisukwa, dialecte local, mwinoghe significa "anem a divertir-nos". Aquesta dansa expressa alegria. Dues fileres de persones, homes i dones, ballen amb passos complexos i ondulacions corporals. La música, instrumental, consta de tres tambors i un tub. Aquest entreteniment es practica amb motiu de les festes, especialment nacionals i de celebració de la independència, i les trobades intercomunitàries.

## Reconeixement
El 13è Comitè Intergovernamental per a la Salvaguarda del Patrimoni Immaterial es va celebrar a finals de 2018 a Maurici. Mwinoghe es va incloure, en aquesta ocasió, a la llista representativa del patrimoni cultural immaterial de la humanitat. Segons la descripció oficial de la UNESCO, aquesta dansa permet reunir persones de tots els àmbits socials. Se celebren les cultures de diferents ètnies. La manera de transmissió pot ser informal (intergeneracional) o més formal (acadèmica). Algunes comunitats formen grups de dansa.